# ベストメイト
ベストメイト (Best Mate) はアイルランドで生産、イギリスで調教された競走馬である。2002年から2004年まで史上4頭目となるチェルトナムゴールドカップを3連覇を達成した鹿毛のせん馬である。

## 戦績
1999/2000年シーズンでデビューしたベストメイトは4月にG2マージーノービスハードルで重賞初制覇。2000/2001年シーズンでは早々にチェイスに転向するとG1シリーアイルズノービスチェイスに優勝するなどトップホースへの道を順調に進む。そして2002年にイギリスの障害競走の最高峰のレースの一つであるチェルトナムゴールドカップに優勝した。
その後はチェルトナムゴールドカップに的を絞ったレース選択をするようになり、2004年に3連覇を達成してアークルなどの伝説的な名馬と肩を並べることになったが、4連覇を狙った2005年はレース8日前の調教中に疾病を発症して回避した。
そして2005/2006年のシーズン初戦に選んだハルドンゴールドカップチェイスのレース中に心臓麻痺により死亡した。このニュースは一般紙を含めて大々的に報じられることになった。
競走成績は22戦14勝2着7回であり、生涯最後のレース以外は3着以下となることはなかった。
ベストメイトは火葬され、現在チェルトナム競馬場のウイニングポストの傍に埋葬されている。

## 血統表
| ベストメイトの血統ダンテ系 / Princequillo5×5=6.25% | ベストメイトの血統ダンテ系 / Princequillo5×5=6.25% | ベストメイトの血統ダンテ系 / Princequillo5×5=6.25% | （血統表の出典）     | （血統表の出典） |
| 父 Un Desperado 1987                               | 父の父Top Ville 1976 鹿毛                          | High Top                                           | Derring-Do           | Derring-Do       |
| 父 Un Desperado 1987                               | 父の父Top Ville 1976 鹿毛                          | High Top                                           | Camenae              |                  |
| 父 Un Desperado 1987                               | 父の父Top Ville 1976 鹿毛                          | Sega Ville                                         | Charlottesville      | Charlottesville  |
| 父 Un Desperado 1987                               | 父の父Top Ville 1976 鹿毛                          | Sega Ville                                         | La Sega              |                  |
| 父 Un Desperado 1987                               | 父の母White Lightning 1976 芦毛                    | ＊ボールドリック                                   | Round Table          | Round Table      |
| 父 Un Desperado 1987                               | 父の母White Lightning 1976 芦毛                    | ＊ボールドリック                                   | Two Cities           |                  |
| 父 Un Desperado 1987                               | 父の母White Lightning 1976 芦毛                    | Rough Sea                                          | Herbager             | Herbager         |
| 父 Un Desperado 1987                               | 父の母White Lightning 1976 芦毛                    | Rough Sea                                          | Sea Nymph            |                  |
| 母 Katday 1978 鹿毛                                | 母の父Miller's Mate 1971 鹿毛                      | Mill Reef                                          | Never Bend           | Never Bend       |
| 母 Katday 1978 鹿毛                                | 母の父Miller's Mate 1971 鹿毛                      | Mill Reef                                          | Milan Mill           |                  |
| 母 Katday 1978 鹿毛                                | 母の父Miller's Mate 1971 鹿毛                      | Primatie                                           | Vaguely Noble        | Vaguely Noble    |
| 母 Katday 1978 鹿毛                                | 母の父Miller's Mate 1971 鹿毛                      | Primatie                                           | Pistol Packer        |                  |
| 母 Katday 1978 鹿毛                                | 母の母Kanara 1966 芦毛                             | Hauban                                             | Sicambre             | Sicambre         |
| 母 Katday 1978 鹿毛                                | 母の母Kanara 1966 芦毛                             | Hauban                                             | Hygie                |                  |
| 母 Katday 1978 鹿毛                                | 母の母Kanara 1966 芦毛                             | Alika                                              | Auriban              | Auriban          |
| 母 Katday 1978 鹿毛                                | 母の母Kanara 1966 芦毛                             | Alika                                              | Pretty Lady F-No.1-e |                  |